# ムサッハン
ムサッハン (アラビア語: مسخّن、ラテン文字化するとmusakhanあるいはmusakhkhan)はパレスチナの料理で、タマネギ、スパイスの一種であるスマック、オールスパイス、サフラン、油で揚げた松の実、オリーヴ・オイルを用いてローストした鶏肉を、フブズと呼ばれる平たいパンと一緒に供する料理である。ムハンマル (アラビア語: محمر、ラテン文字化するとmuhammar)と呼ばれることもあり、とくにガリラヤ地方で作られているものはこう呼ばれる。需要の高さからパレスチナの国民食であると考えられている。

## 概要
数百年にわたってパレスチナ地域で好まれてきた伝統食である。パレスチナ地域においてはムサッハンに必要な材料を簡単に入手することができ、作るのも簡単であるので、それゆえに人気がある料理であるとも言える。オリーヴ・オイル、スマック、松の実など、使用する材料の多くはパレスチナ料理で頻繁に用いられているものである。この料理はレヴァントでも人気があり、とくにその地域に住むパレスチナ人の間でよく食べられている。
ムサッハンは通常、手で食べることが多い料理である。ふつうはチキンをフブズの上に置いて煮汁をよくパンにしみこませた状態で出し、スープを一緒につけて供することもある。「ムサッハン」という言葉は、文字通りには「あたためたもの」を指す。

## 材料と作り方
塩や胡椒、場合によってはシナモンなどで味付けした鶏肉をタマネギと一緒に煮込んだ後、焼いたフブズの上に煮汁ごと鶏肉を置いて、スマックの他オールスパイス、サフラン、油で揚げた松の実、アーモンド、赤パプリカ、ナツメグなどの野菜やスパイス類、オリーヴ・オイルとともにオーブンで焼く。スマックは独特の赤っぽい色合いをしたスパイスである。スマックが入手しづらい日本で作る場合は、風味の類似したゆかり（赤ジソのふりかけ）で代用することがある。フブズは「アラブのポケットパン」と言われる平たいパンでピタに似ており、アラブ地域で広く食されているもので、さまざまな別名がある。
通常、300グラム(1人分)あたりのムサッハンの栄養含有量については、カロリーが391キロカロリー、総脂質が33グラム、飽和脂肪が7グラム、コレステロールが7ミリグラム、プロテインは23グラムほどである。

## 世界記録
2010年4月20日に、史上最大のムサッハンがパレスチナのラマッラーで作られ、ギネスブックに掲載された。パレスチナの首相であったサラーム・ファイヤードは「この素晴らしい達成は、主にオリーヴ・オイルをはじめとしてすべてパレスチナ産の食材によって作られたものです。これには文化的な要素もあり、世界に対してパレスチナには正当な権利があるということを伝えるメッセージでもあります」 と語り、この記録はパレスチナの人々にとって立派な業績であり、名誉でもあるという考えを示した。このムサッハンに使用されたパンのかたまりは直径4メートルあり、総重量は1350キログラムであった。このフブズを作るために250キログラムの小麦粉、170キログラムのオリーヴ・オイル、500キログラムのタマネギ、70キログラムのアーモンドなどが使われ、ヨルダン川西岸地区全域から集まったパレスチナ人の料理人40名が調理にあたった。

## ムハンマル
ガリラヤ地方でよく作られているムサッハンによく似た料理をムハンマルと呼び、ムサッハンとほぼ同じものを指してこの言葉が使われることもある。ムハンマルはタマネギ、赤パプリカ、ジャガイモを層にし、オリーヴ・オイルを用いて鶏肉と一緒にオーブンで焼く料理である。
同じくムハンマル(日本語表記ではムハマールとすることもある)と呼ばれるバーレーンの伝統料理で、全く異なるものがある。バーレーンのムハンマルはスパイスやナツメヤシシロップで味付けした甘い米料理で、通常油で揚げるかグリルした魚とともに供する。米は湯通ししてから蒸す。カラメル状にしたタマネギを添えることもある。アラブ首長国連邦などでも食されている。